# Pachnessa merkli
Pachnessa merkli är en skalbaggsart som beskrevs av Keith 2002. Pachnessa merkli ingår i släktet Pachnessa och familjen Melolonthidae. Inga underarter finns listade i Catalogue of Life.